# Clumanc
Clumanc település Franciaországban, Alpes-de-Haute-Provence megyében. Lakosainak száma 221 fő (2022. január 1.). Clumanc Chaudon-Norante, Digne-les-Bains, Lambruisse, Moriez, Saint-Jacques, Saint-Lions és Tartonne községekkel határos.

## Népesség
A település népességének változása:
| Lakosok száma | 177  | 137  | 156  | 172  | 190  | 204  | 215  | 220  | 221  | 221  |
|               | 1968 | 1982 | 1990 | 2006 | 2013 | 2015 | 2017 | 2019 | 2020 | 2022 |